# Coroiești (Fehér megye)
Coroiești falu Romániában, Fehér megyében.

## Fekvése
A Bihar-hegységben, a Kis-Aranyos völgyében, Felsővidra közelében fekvő település.

## Története
Coroieşti korábban Felsővidra része volt, 1956 táján vált külön településsé, ekkor 157 lakosa volt.
1966-ban 146, 1977-ben 88 román lakosa volt. 1992-ben 62 lakosából 61 román, 1 magyar, 2002-ben pedig 59 lakosából 58 román, 1 magyar volt.